# Guatemalteekse verkiezingen 2007
Op 9 september 2007 vonden in Guatemala algemene verkiezingen plaats. Er werd gekozen voor een president en vicepresident, 158 congresleden en 332 burgemeesters. Vijftien partijen namen deel aan de verkiezingen. Op 4 november vond de tweede ronde van de presidentsverkiezingen plaats, die gewonnen werd door Álvaro Colom.

## Campagne
De campagne werd overschaduwd door geweld. In de weken voor de verkiezingen zijn zeker 40 mensen om politieke redenen vermoord, voornamelijk leden van de Nationale Eenheid van de Hoop (UNE) en Ontmoeting voor Guatemala (EdG).
De voornaamste kandidaten waren Álvaro Colom, van de centrumlinkse UNE, wiens derde poging het was, voormalig generaal Otto Pérez, van de conservatieve Pattriotische Partij (PP), de medicus Alejandro Giammattei voor de centrumrechtse Grote Nationale Alliantie (GANA) van uitgaand president Oscar Berger en Rigoberta Menchú, in 1993 winnares van de Nobelprijs voor de Vrede voor EdG.
De eerste ronde van de presidentsverkiezingen werd gewonnen door Álvaro Colom van de UNE met Otto Pérez van de PP op de tweede plaats. De kandidaten die de tweede ronden niet haalden, hebben aangekondigd geen stemadvies te geven voor de tweede ronde. De partijen van Colom en Pérez waren ook de grote winnaars in de gelijktijdige congresverkiezingen, waarin de UNE de grootste werden en de GANA, PAN en vooral het Guatemalteeks Republikeins Front (FRG) fors verloren. Wel werd Efraín Ríos Montt, voormalig dictator die onder andere in Spanje wordt gezocht wegens genocide, voor de FRG in het congres gekozen, waardoor hij juridische onschendbaarheid heeft gekregen.
Op 4 november won Colóm met een verschil van ongeveer 5% de tweede ronde, en werd in januari 2008 ingehuldigd als president.

## Officiële uitslagen

### President en vicepresident
| Partij                                                            | Kandidaat              | Kandidaat                     | Eerste ronde | Eerste ronde | Tweede ronde  | Tweede ronde  |
| Partij                                                            | President              | Vice                          | Stemmen      | Percentage   | Stemmen       | Percentage    |
| ----------------------------------------------------------------- | ---------------------- | ----------------------------- | ------------ | ------------ | ------------- | ------------- |
| Nationale Eenheid van de Hoop (UNE)                               | Álvaro Colom           | José Rafael Espada            | 926.244      | 28,23%       | 1.449.153     | 52,82%        |
| Patriottische Partij (PP)                                         | Otto Pérez Molina      | Ricardo Castillo Sinibaldi    | 771.175      | 23,51%       | 1.294.645     | 47,18%        |
| Grote Nationale Alliantie (GANA)                                  | Alejandro Giammattei   | Alfredo Vila Girón            | 565.270      | 17,23%       | Geen deelname | Geen deelname |
| Sociaal Actiecentrum (CASA)                                       | Eduardo Suger          | Erwin Lobos Ríos              | 244.448      | 7,45%        | Geen deelname | Geen deelname |
| Guatemalteeks Republikeins Front (FRG)                            | Luis Rabbé             | Haroldo Quej Chen             | 239.208      | 7,29%        | Geen deelname | Geen deelname |
| Nationalistische Veranderingsunie (UCN)                           | Mario Estrada          | Mario Torres Marroquín        | 103.603      | 3,16%        | Geen deelname | Geen deelname |
| Ontmoeting voor Guatemala (EG)                                    | Rigoberta Menchú       | Luis Fernando Montenegro      | 101.316      | 3,09%        | Geen deelname | Geen deelname |
| Unionistische Partij (PU)                                         | Fritz García-Gallont   | Enrique Godoy García Granados | 95.743       | 2,92%        | Geen deelname | Geen deelname |
| Nationale Vooruitgangspartij (PAN)                                | Óscar Castañeda        | Roger Valenzuela              | 83.826       | 2,56%        | Geen deelname | Geen deelname |
| Guatemalteekse Nationale Revolutionaire Eenheid-MAIZE (UNRG-MAIZ) | Miguel Ángel Sandoval  | Walda Barrios Ruiz            | 70.080       | 2,14%        | Geen deelname | Geen deelname |
| Democratische Unie (UD)                                           | Manuel Conde Orellana  | Juan Francisco Manrique       | 24.971       | 0,76%        | Geen deelname | Geen deelname |
| Alliantie Nieuwe Natie (ANN)                                      | Pablo Monsanto         | Mariano Portillo Lemus        | 19.377       | 0,59%        | Geen deelname | Geen deelname |
| Authentieke Integrale Ontwikkeling (DIA)                          | Héctor Rosales         | Carlos Pérez Rodríguez        | 18.819       | 0,57%        | Geen deelname | Geen deelname |
| Guatemalteekse Christendemocratie (DCG)                           | Vinicio Cerezo Blandón | Pablo Ramírez Rivas           | 16.529       | 0,50%        | Geen deelname | Geen deelname |
| Totaal geldige stemmen                                            | Totaal geldige stemmen | Totaal geldige stemmen        | 3.280.609    | 100,00%      | 2.743.798     | 100,00%       |
| Blanco                                                            | Blanco                 | Blanco                        | 132.983      |              | 50.601        |               |
| Ongeldig                                                          | Ongeldig               | Ongeldig                      | 208.260      |              | 101.214       |               |
| Totaal                                                            | Totaal                 | Totaal                        | 3.621.852    |              | 2.895.613     |               |

#### Kaart

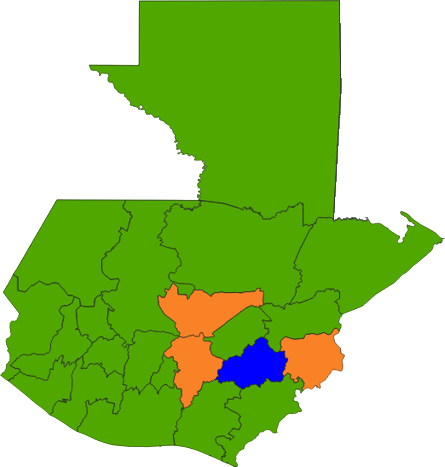
Uitslag eerste ronde
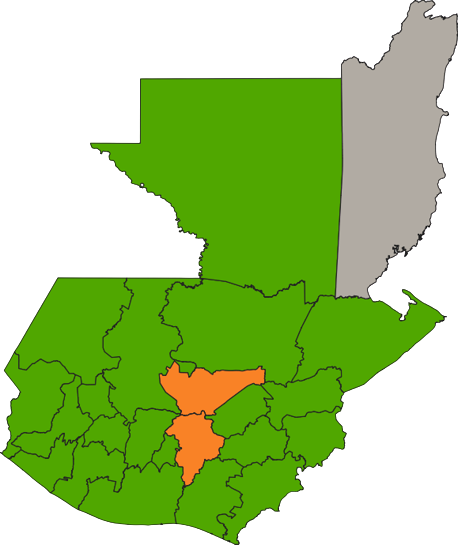
Uitslag tweede ronde

### Congres van de Republiek Guatemala
| Partij                                                           | Partij                                                            | Nationaal | Nationaal  | Nationaal | Districten | Districten | Districten | Totaal zetels | +/- | Zetelverdeling |
| Partij                                                           | Partij                                                            | Stemmen   | Percentage | Zetels    | Stemmen    | Percentage | Zetels     | Totaal zetels | +/- | Zetelverdeling |
| ---------------------------------------------------------------- | ----------------------------------------------------------------- | --------- | ---------- | --------- | ---------- | ---------- | ---------- | ------------- | --- | -------------- |
|                                                                  | Nationale Eenheid van de Hoop (UNE)                               | 720.285   | 22,84%     | 8         | 705.300    | 22,77%     | 43         | 51            | +19 |                |
|                                                                  | Grote Nationale Alliantie (GANA)                                  | 521.600   | 22,84%     | 6         | 552.976    | 17,38%     | 31         | 37            | -10 |                |
|                                                                  | Patriottische Partij (PP)                                         | 493.791   | 15,66%     | 6         | 516.287    | 16,23%     | 23         | 29            | -17 |                |
|                                                                  | Guatemalteeks Republikeins Front (FRG)                            | 306.166   | 9,71%      | 3         | 304.255    | 9,56%      | 11         | 14            | -29 |                |
|                                                                  | Ontmoeting voor Guatemala (EG)                                    | 194.809   | 6,18%      | 2         | 135.934    | 4,27%      | 2          | 4             | +4  |                |
|                                                                  | Unionistische Partij (PU)                                         | 192.295   | 6,10%      | 2         | 210.750    | 6,50%      | 4          | 7             | 0   |                |
|                                                                  | Sociaal Actiecentrum (CASA)                                       | 154.001   | 4,88%      | 1         | 148.353    | 4,66%      | 4          | 5             | +5  |                |
|                                                                  | Nationale Vooruitgangpartij (PAN)                                 | 143.268   | 4,54%      | 1         | 164.743    | 5,18%      | 2          | 3             | -14 |                |
|                                                                  | Nationalistische Veranderingsunie (UCN)                           | 128.109   | 4,06%      | 1         | 144.747    | 4,55%      | 4          | 5             | +5  |                |
|                                                                  | Guatemalteekse Nationale Revolutionaire Eenheid-MAIZE (UNRG-MAIZ) | 112.249   | 3,56%      | 1         | 100.179    | 3,15%      | 1          | 2             | 0   |                |
|                                                                  | Democratische Unie (UD)                                           | 44.359    | 1,43%      | 0         | 47.418     | 1,49%      | 1          | 1             | -1  |                |
|                                                                  | Overige                                                           |           |            | 0         |            |            | 0          | 0             | -8  |                |
| Bron: (es) Wikipedia - Elecciones generales de Guatemala de 2007 |                                                                   |           |            |           |            |            |            |               |     |                |